# Губриченко Михайло Михайлович

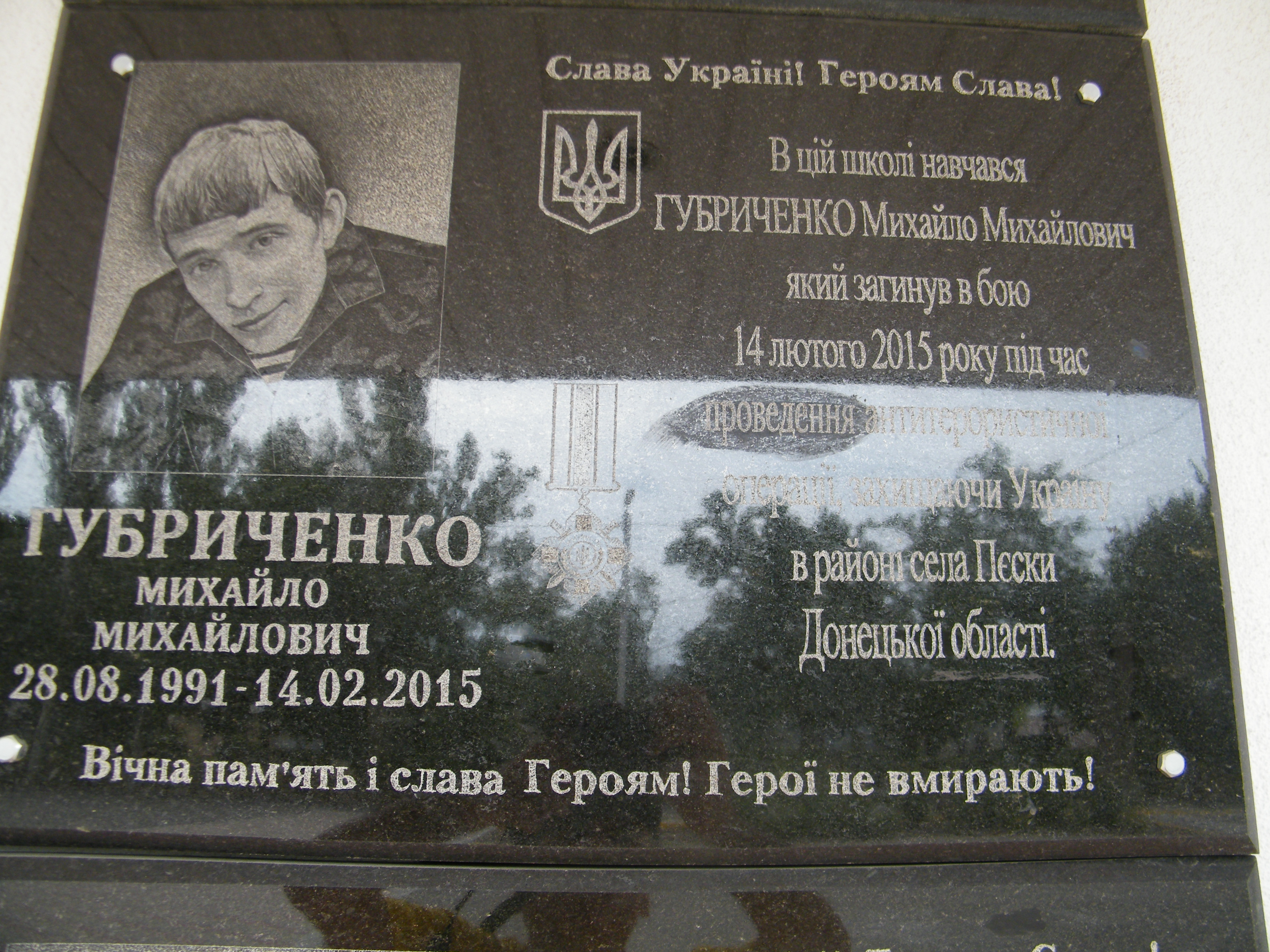

Миха́йло Миха́йлович Губриче́нко (28 серпня 1991, Очаків — 14 лютого 2015, Піски) — солдат Збройних сил України.

## Життєвий шлях
Закінчив 2008 року Очаківську ЗОШ № 2. З 2011 року служив півторарічну строкову службу у Севастополі на підводному човні.
У часі війни з 15 серпня 2014-го — стрілець-номер обслуги, аеромобільно-десантний взвод аеромобільно-десантної роти, батальйон «Фенікс» 79-ї Миколаївської окремої бригади.
14 лютого загинув при виконанні бойового завдання поблизу Пісків під мінометним обстрілом терористів, смертельне поранення осколком в голову.
Похований в Очакові 18 лютого 2015-го.
Без Михайла лишилися батьки та дві сестри.

## Нагороди та вшанування
За особисту мужність і героїзм, виявлені у захисті державного суверенітету та територіальної цілісності України, вірність військовій присязі під час російсько-української війни, відзначений — нагороджений
- орденом «За мужність» III ступеня (посмертно)
- 28 травня 2015 року на навчальному корпусі ЗОШ № 2 відкрито меморіальні дошки випускникам Івану Антошину, Михайлу Губриченку та Сергію Козакову.
- Нагрудний знак «За оборону Донецького аеропорту» (посмертно)